# Vanguard (California)
Vanguard è una comunità non incorporata degli Stati Uniti d'America nelle Contee di Kings e di Fresno, nello Stato della California. Si trova a una distanza di circa 16 km a ovest-sudovest di Lemoore.